# Рогожинский (посёлок)
Рогожинский — поселок в городском округе город Первомайск Нижегородской области.

## География
Находится в южной части Нижегородской области на расстоянии приблизительно 21 километр по прямой на север от города Первомайск (Нижегородская область).

## История
Основан с 1851 году как усадьба Рогожка А. Н. Карамзиным, сыном известного историка Н. М. Карамзина. Название дано по лесной даче, в которой издавна драли лыко для рогож. В конце XIX века в усадьбе была построена богадельня и больница, которая при советской власти получила статус участковой. На территории посёлка сохранился ландшафтный парк, заложенный его основателем.

## Население
Постоянное население составляло 58 человек (русские 95 %) в 2002 году, 22 в 2010.